# Pustaja
La Pustaja (in russo Пустая?; nella parte superiore Reklevajam) è un fiume della penisola di Kamčatka nell'Estremo Oriente russo. Scorre nel rajon Karaginskij del Territorio della Kamčatka e sfocia nel Mare di Ochotsk.
Il fiume ha origine dal monte Tnjulle nella Catena Centrale e scorre in direzione mediamente nord-orientale. La sua lunghezza è di 205 km, l'area del bacino è di 5 620 km². Sfocia nella baia Rekinniskaja, insenatura nella parte sud-orientale della Baia della Penžina. Il suo maggior affluente è il Tkapravajam (lungo 89 km) che confluisce da sinistra a 13 km dalla foce.